# Le Gué-de-Longroi
 Le Gué-de-Longroi  es una población y comuna francesa, en la región de  Centro, departamento de Eure y Loir, en el distrito de Chartres y cantón de Auneau.

## Demografía
| 320 | 318 | 354 | 461 | 733 | 718 |
| Para los censos de 1962 a 1999 la población legal corresponde a la población sin duplicidades (Fuente: INSEE [Consultar]) |     |     |     |     |     |